# کیاختا
شهر کیاختا (به روسی: Кяхта) در کشور روسیه و در جمهوری بوریاتیا واقع شده‌است.